# Themira malformans
Themira malformans är en tvåvingeart som beskrevs av Axel Leonard Melander och Arnold Spuler 1917. Themira malformans ingår i släktet Themira och familjen svängflugor. Arten är reproducerande i Sverige. Inga underarter finns listade i Catalogue of Life.